# Савет Републике (СР Хрватска)
Савет Републике био је републички орган Социјалистичке Републике Хрватске, од 1975. до 1989. године. Установљен је 26. марта 1975. на основу одредби Устава СР Хрватске из 1974, према коме је био — саветодневно тело које разматра питања опште политике, а чине га чланови из реда друштвено-политичких и других јавних радника. Чланове Савета Републике бирао је Сабор СР Хрватске, на предлог Председништва СР Хрватске, а њихов мандат био је четири године. Седнице Савета сазивало је Председништво СР Хрватске.
За чланове Савета Републике бирани су истакнути револуционари, друштвено-политички и јавни радници, који су се својим дугогодишњим радом на најодговорнијим функцијама у друштвено-политичким и самоуправним организацијама или својим радом у области културе и науке, допринели изградњи и развоју социјалистичких самоуправних односа у СР Хрватској.
Савет Републике постојао је у свим републикама СФР Југославије, док је на савезном нивоу постојао Савет федерације установљен Уставом СФРЈ из 1963. године. 

## Списак чланова

### 1975—1979.
Списак чланова првог сазива Савета Републике које је 26. марта 1975. изабрао Сабор Социјалистичке Републике Хрватске:
1. Петар Алфиревић
2. Вицко Антић
3. Јосип Антоловић
4. Влатка Бабић
5. Иван Бацун
6. Миле Бан
7. Анте Банина
8. Ружа Бартолац
9. Милан Баста
10. Анте Бего
11. Марко Белинић
12. Барка Бенић
13. Андреа Бенуси
14. Ирена Бијелић
15. Чедо Борчић
16. Андрија Божанић
17. Перо Брковић
18. Јосип Брнчић
19. Никола Брозина
20. Вице Буљан
21. Матија Буњевац
22. Алојз Валечић
23. Габро Видовић
24. Вања Врањицан
25. Милан Вукмировић
26. Буде Граховац
27. Ивица Гретић
28. Раде Грковић
29. Славица Дабић
30. Јосо Дасовић
31. Маријан Детони
32. Перица Дозет
33. Вељко Дракулић
34. Неђа Дракулић
35. Јурај Драушник
36. Иво Дружић
37. Шандор Естерајхер
38. Павле Жукина
39. Маријан Жувић
40. Дина Златић
41. Славко Златић
42. Стојан Зубер
43. Павла Јакшић
44. Едо Јардас
45. Војн Јелић
46. Грета Кавај
47. Мато Крим
48. Мишо Кмецик
49. Фрањо Кнебл
50. Филип Кнежевић
51. Александар Кохаревић
52. Јосип Колар
53. Луција Коледић
54. Перо Комадина
55. Милутин Кошарић
56. Павица Ковачевић
57. Сока Крајачић
58. Антун Крајцер
59. Павао Крце
60. Невенка Кулић
61. Катица Кушец
62. Емил Кутијаро
63. Јосип Лукатела
64. Андрија Лустик
65. Аница Магашић
66. Штефица Мађарић
67. Милан Мајсторовић
68. Јосип Матас
69. Анте Милковић
70. Станко Налетилић
71. Томо Никшић
72. Нада Новоселов
73. Раде Павловић
74. Богдан Пецотић
75. Мијо Пикунић
76. Марко Половић
77. Владимир Поповић
78. Стјепан Пуклек
79. Никола Рачки
80. Вања Радауш
81. Стево Дановић
82. Божо Радић
83. Јосо Радобоља
84. Станко Радовановић
85. Мата Рајковић
86. Нини Ракић
87. Звоне Рихтман
88. Илија Рикановић
89. Наранџа Родић Кончар
90. Габријел Санто
91. Фрањо Смолчич
92. Стипе Сливало
93. Вице Срзић
94. Илија Станић
95. Никола Стилин
96. Драгутин Стојаковић
97. Антон Тенцер
98. Иво Тијардовић
99. Симо Тодоровић
100. Јосип Томац
101. Мане Трбојевић
102. Љубо Трута
103. Ружица Турковић
104. Стипе Угарковић
105. Иван Узелац
106. Мирослав Фелдман
107. Мирко Фикет
108. Бешка Фрнтић
109. Федор Ханжековић
110. Иван Хариш
111. Крсто Хегедушић
112. Јожа Хорват
113. Ђука Хржењак
114. Паула Хумек
115. Даница Цази
116. Јосип Цетина
117. Милан Чаћић
118. Милка Шеат Ласић
119. Јовица Шијан
120. Милан Шијан
121. Руди Шимић
122. Аугуст Шкет
123. Фрањо Шкрлец
124. Марија Шољан Бакарић
125. Јосип Шпиранац
126. Андрија Шубат

### 1979—1984.
Списак чланова другог сазива Савета Републике које је 13. априла 1979. изабрао Сабор Социјалистичке Републике Хрватске: